# Joël Suhubiette

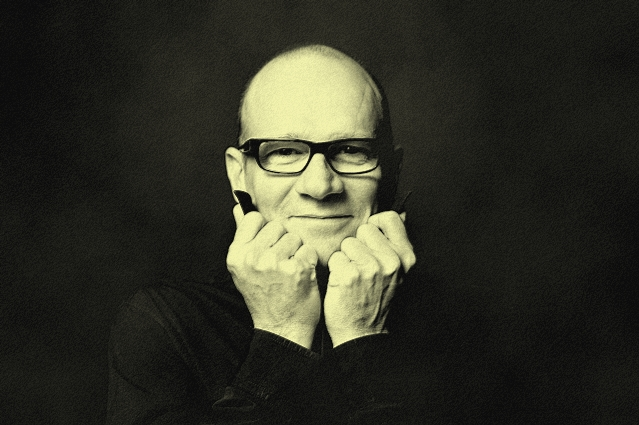
Joël Suhubiette, 2013

Joël Suhubiette (* 1962 in Orthez) ist ein französischer Dirigent.
Nach dem Studium der alten Musik sowie Klavier- und Gesangsunterricht wurde Suhubiette des Chores Les Arts Florissants. Später lernte er Philippe Herreweghe kennen und wurde Mitglied seiner Ensembles La Chapelle Royale und Collegium Vocale Gent, ab 1990 als Assistent Herreweghes.
Daneben leitet Suhubiette seit 1993 in Tours das Ensemble Jacques Moderne, das aus einer Instrumentalistengruppe mit historischen Instrumenten und einem Chor von 16 professionellen Sängern besteht. Das
Ensemble ist auf die polyphone Musik des 16. Jahrhunderts bis zum Frühbarock spezialisiert und hat ein Dutzend Platten mit Musik aus dieser Zeit eingespielt.
1997 gründete Suhubiette den aus 20 bis 40 ausgebildeten Sängern bestehenden Kammerchor Les Eléments, der sich der Musik des 20. Jahrhunderts widmet. Daneben wirkte er als Dirigent von Oratorien mit Ensembles wie dem Orchestre de Chambre National de Toulouse, dem Ensemble Baroque de Limoges, Ensemble Baroque La Fidelissime, dem Orchestre Baroque de Montauban, und dem Ensemble Ars Nova.
Beim Festival de Saint-Céré 1998 dirigierte Suhubiette eine Reihe von Mozart-Opern. 1999 leitete er die französische Uraufführung von Kurt Weills Oper Silbersee an der Oper von Massy. 2003–04 dirigierte er Mozarts Don Giovanni und Zauberflöte sowie Jacques Offenbachs Schöne Helena an der Oper von Dijon.